# Texutzingo
Texutzingo är en ort i Mexiko.   Den ligger i kommunen Texhuacán och delstaten Veracruz, i den sydöstra delen av landet, 240 km öster om huvudstaden Mexico City. Texutzingo ligger 1 986 meter över havet och antalet invånare är 289.
Terrängen runt Texutzingo är kuperad västerut, men österut är den bergig. Runt Texutzingo är det ganska tätbefolkat, med 199 invånare per kvadratkilometer. Närmaste större samhälle är Zongolica, 6,1 km nordost om Texutzingo. I omgivningarna runt Texutzingo växer huvudsakligen savannskog.